# Cabera fletcheri
Cabera fletcheri là một loài bướm đêm trong họ Geometridae.